# Август Шмідт (Люфтваффе)
Август Шмідт (нім. August Schmidt; 1 лютого 1883, Гільдесгайм — 23 листопада 1955, Ротенбург) — німецький воєначальник, генерал зенітних військ люфтваффе. Кавалер Лицарського хреста Залізного хреста.

## Біографія
16 жовтня 1901 року вступив у 75-й польовий артилерійський полк. З жовтня 1912 по серпень 1914 року навчався у Військовій академії. Учасник Першої світової війни, з 2 серпня 1914 року командував батареєю 10-го резервного артилерійського полку, з вересня 1914 року — дивізіоном 46-го резервного артилерійського полку, з січня 1915 року — ад'ютант 19-й резервної піхотної бригади. З грудня 1915 року служив в різних штабах, з 21 листопада 1916 по 26 серпня 1918 року — начальник оперативного відділу штабу 28-ї піхотної дивізії. Після демобілізації армії залишений в рейхсвері, але 30 червня 1922 року звільнений у відставку.
З 24 червня 1934 року — директор-розпорядник Імперського комітету оборони Імперського міністерства авіації. 1 березня 1935 року офіційно прийнятий на службу в армію, а 1 травня 1936 року переведений в люфтваффе. З 1 квітня 1936 року —  інструктор Академії люфтваффе. Закінчив винищувальні і бомбардувальні курси (1936). З 1 квітня 1937 року — командувач зенітною артилерією 1-го військового округу. 1 листопада 1937 року призначений начальником 6-ї авіаційної області (із штаб-квартирою в Мюнстері) і керував нею практично всю війну. 2 квітня 1945 року з частин області під командуванням Шмідта був сформований зенітний корпус особливого призначення. Останні місяці вів бойові дії в Північній Німеччині і 8 травня 1945 року здався британським військам. 14 жовтня 1947 року засуджений британським військовим трибуналом в Гамбурзі до довічного тюремного ув'язнення (по апеляції термін знижений до 10 років). У листопаді 1950 року звільнений за станом здоров'я.

## Звання
- Фанен-юнкер (16 жовтня 1901)
- Фанен-юнкер-унтер-офіцер (27 січня 1902)
- Фенріх (17 травня 1902)
- Лейтенант (27 січня 1903)
- Обер-лейтенант (27 січня 1911)
- Гауптман (8 жовтня 1914)
- Майор запасу (30 червня 1922)
- Оберст (1 березня 1935)
- Генерал-майор (1 січня 1938)
- Генерал-лейтенант (1 січня 1940)
- Генерал зенітних військ (1 липня 1941)

## Нагороди
- Залізний хрест
  - 2-го класу (17 вересня 1914)
  - 1-го класу (14 березня 1917)
- Хрест «За військові заслуги» (Мекленбург-Шверін) 2-го класу (16 грудня 1914)
- Хрест «За вірну службу» (Шаумбург-Ліппе) (10 червня 1915)
- Князівський орден дому Гогенцоллернів, почесний хрест 3-го класу з мечами (30 березня 1917)
- Орден Церінгенського лева, лицарський хрест 2-го класу з дубовим листям і мечами (8 вересня 1917)
- Королівський орден дому Гогенцоллернів, лицарський хрест з мечами
- Нагрудний знак «За поранення» в чорному
- Почесний хрест ветерана війни з мечами (1 листопада 1935)
- Медаль «За вислугу років у Вермахті»
  - 4-го, 3-го і 2-го класу (18 років; 2 жовтня 1936) — отримав 3 нагороди одночасно.
  - 1-го класу (25 років)
- Почесна шпага (18 січня 1938) — вручена Германом Герінгом.
- Застібка до Залізного хреста
  - 2-го класу (1 жовтня 1939)
  - 1-го класу (21 травня 1940)
- Орден Хреста Свободи 2-го класу з мечами (Фінляндія; 25 березня 1942)
- Німецький хрест в золоті (6 березня 1944)
- Лицарський хрест Залізного хреста (13 лютого 1945)